# Озкан, Тунджай
Тунджай Озкан (род. 14 августа 1966, Анкара) — турецкий журналист, писатель и политик.

## Биография
Родился 14 августа 1966 года в Анкаре. Окончил университет Гази.

### Журналистская карьера
Журналистская карьера Тунджая Озкана началась в 1981 году. Через три года он был принят на работу в газету «Hürün», принадлежащую «Hürriyet». В 1988—1993 годах Озкан работал в газете «Cumhuriyet», затем работал на частном канале «Show TV». В 1995 году Тунджай Озкан перешёл на другой частный канал «Kanal D», где работал до 2002 года.
В июне 2002 года вернулся на работу на канал «Show TV». С июня 2002 года занимал пост директора Çukurova Media Group, в декабре 2003 года покинул пост эту должность и создал собственный канал «Kanaltürk». 13 мая 2008 года Озкан продал свой канал главе холдинга Koza İpek Акыну Ипеку. В сентябре 2008 года Тунджай Озкан создал второй канал «Kanal Biz», но через год он был вынужден продать его из-за финансовых трудностей. Также Озкан вёл колонки в нескольких газетах (Radikal, Milliyet и Akşam).

### Политическая карьера
12 сентября 2007 года Тунджай Озкан создал общественное движение «Biz kach kishiyiz» («Сколько нас?»), на основе которого Озкан планировал создать партию. В 2008 году он был избран председателем новой партии. 15 июня 2015 года был избран членом Великого национального собрания.

### Эргенекон
23 сентября 2008 года Тунджай Озкан был арестован в своём доме по делу предполагаемой организации «Эргенекон», члены которой обвинялись в подготовке государственного переворота в Турции. После ареста в доме Озкана был проведён обыск. В августе 2013 года Тунджай Озкан был признан виновным в членстве «Эргенекон» и приговорён к пожизненному заключению. 10 марта 2014 года Озкан был выпущен из тюрьмы по постановлению суда, но ему был запрещён выезд за границу.
Тунджай Озкан подавал на свой арест по делу «Эргенекон» жалобу в ЕСПЧ, но суд признал его арест законным.